# Dansk Data Elektronik
Dansk Data Elektronik A/S (forkortet DDE), og senere eHuset A/S, var et rent danskejet selskab som blev grundlagt i 1975. Firmaet var først i Danmark med flerbrugerdatamater konstrueret med standard-mikroprocessorer.
Seks civilingeniører fra Danmarks Tekniske Højskole stiftede i 1975 firmaet Dansk Data Elektronik, DDE. De arbejdede i begyndelsen af 1970'erne på Instituttet for Datateknik med de første mikroprocessorer, der kom til Danmark, og besluttede sig for at stifte deres eget firma for at udnytte de muligheder, som disse mikroprocessorer kunne forudses at ville give.
Det var grundlæggernes idé at konstruere modulopbyggede datamater som kunne sættes sammen og udskiftes efter behov. Senere udvikledes strategien om "skræddersyede" totalløsninger baseret på mellemstore flerbrugerdatamater.

## Computerne
Firmaets første datamaskine fra 1976, ID-7000, var velegnet til tekniske beregninger og indgik i en række større systemer, blandt andet til styring og overvågning af Strandvejsgasværkets distribution af bygas.
Den anden datamaskine, SPC/1, kom i 1979 og var specielt rettet mod løsning af administrative opgaver og kontorbrug.
DDE's tredje datamaskineserie, Supermax, kom i 1983 og udmærkede sig ved sin multiprocessorarkitektur og tidlige satsning på Unix. DDE valgte dog frem til 1994 at udvikle på sin egen version af Unix, kaldet SMOS.
Først med udviklingen af den sidste generation af Supermax-maskiner Supermax Enterprise Server i 1994 skiftede man tilbage til en standard-Unix i form af System V Release 4.2 MP

## Løsningerne
DDE havde som mål at levere kundetilpassede "væg-til-væg"-system baseret på egenudviklet hardware.
En totalløsning fra DDE dækkede hele spektret: Hardware-platform, basissoftware og -værktøjer, løsningsapplikationer, netværk og "bløde" ydelser som analyse og rådgivning, implementering og systemintegration, udvikling og tilpasning af kundespecifikt software, uddannelse, hardware-service, applikationssupport og dokumentation.
Målgruppen var meget bred og omfattede såvel private virksomheder som offentlige institutioner indenfor: Biblioteker, elektronikindustrien, fremstillingsvirksomheder, handels- og servicevirksomheder, kommunale forvaltninger, sundhedssektoren, affaldsbehandlingsselskaber, kursus- og studieadministrationer, PTT-sektoren, statsforvaltningen samt undervisnings- og forskningssektoren.
Gennem datterselskabet Euromax A/S markedsførtes "prepress"-systemer til store bladhuse.
DDE var blandt de første i Danmark til at introducere Oracle som relationsdatabasesystem.

## DDE på verdenskortet
På sit højdepunkt havde DDE datterselskaber i Danmark (Euromax A/S), Norge, Sverige, Belgien, England, Spanien, Italien, Portugal og New Zealand. Endvidere var der joint ventures i Malaysia og Indien, samt forhandlere i 20 lande.

## Milepæle i DDE's historie
| 1975 | DDE grundlægges som anpartsselskab af seks ingeniører fra Danmarks Tekniske Højskole, DTH. |
| 1976 | Den første computer, ID-7000, lanceres til tekniske applikationer. 1. kunde: Skibsteknisk Laboratorium. |
| 1979 | SPC/1, den første europæiske flerbrugermikrocomputer til generelle formål, lanceres. Baseret på Intel 8085-processorer. 1. kunde: Vekselerfirma I/S Hahn's Enke. |
| 1980 | DDE indvier en stor moderne produktionsvirksomhed i Klokkerholm i Nordjylland. |
| 1981 | IPC/1 anlægget lanceres som en videreudvikling af ID-7000. PTT afgiver ordre på et anlæg til styring af radiokæderne i Danmark og satellitkommunikation til boreplatformene i Nordsøen og til Grønland. Heri indgår et stort antal IPC/1 og SPC/1. |
| 1982 | Supermax lanceres som verdens første multiCPU-computer baseret på UNIX. Bygger på Motorola 68000-processorer. Unirex-styresystemet annonceres. |
| 1983 | Første ordrer på Supermax-modellerne Rack og Vertikal. Supermax nr. 1: DSB. |
| 1984 | DDE's B-aktier optages til notering på Københavns Fondsbørs. Styresystemet UNIX version III, samt relationsdatabasen Oracle introduceres på Supermax og DDE bliver den første Oracle OEM'er i Europa. Supermax model Compact og Supermax LAN (Ethernet) lanceres. Supermax nr. 100: Århus Købmandsskole. |
| 1985 | Supermax model Slimline og Supermax Kontorsystem lanceres. DDE modtager ID-prisen for enestående industrielt design af Supermax-serien. Supermax nr. 500: AMU Center i Slagelse. |
| 1986 | UNIX System V og V 2.1 bliver tilgængelige på Supermax. Motorola 68020-processorer introduceres. Supermax understøtter PC'er i netværk (LAN). |
| 1987 | DDE Storbritannien og DDE Belgien grundlægges. DDE implementerer sin løsningsstrategi: Markedsføring af totale edb-løsninger til udvalgte markedssegmenter. DDE underskriver rammeaftale om levering af lokaldatamater til institutioner tilknyttet Statens Centrale Indkøbsordninger. DDE indgår aftale med P&T om levering af 28 Supermax-systemer til de danske postkredse. Supermax nr. 1000: YABIM, Tyrkiet. |
| 1988 | DDE erhverver GMI Data A/S. DDE Norge grundlægges. UNIX System V Release 3.1 bliver tilgængelig på Supermax. Motorola 68030-processoren introduceres på Supermax. DDE modtager Elektronikprisen på Elektronik 88-messen for at have markeret sig særligt inden for branchen. |
| 1989 | DDE Sverige, DDE Spanien og DDE New Zealand grundlægges. DDE bliver medlem af UNIX International. DDE underskriver samarbejdsaftale med Datacentralen om markedsføring af Supermax-computere. Supermax nr. 1500: Det danske politi. |
| 1990 | DDE Italien grundlægges. DDE underskriver samarbejdsaftale med Kommunedata om markedsføring af Supermax-computere. Den 'heterogene' Supermax lanceres som den første computer i verden, der kombinerer CISC- og RISC-teknologierne. Supermax nr. 1800: RE Technology A/S. |
| 1991 | Ny Supermax Multiserver-serie, baseret på RISC-teknologi, annonceres. Joint venture-selskabet Guthrie DDE SDN BHD stiftes i Malaysia af Kumpulan Guthrie Sendirian Berhad, DDE og IFU. Aftale indgås med Kommunedata om levering af Supermax Bibliotekssystem til de danske folkebiblioteker. Ny rammeaftale indgås med Statens Centrale Indkøbsordninger. DDE modtager Dansk Public Relations Forenings PR-diplom for særlig udmærket public relations indsats. DDE modtager Erhvervsbladets hæderspris 'Årets Bernhard'. |
| 1992 | DDE lancerer Supermax Multiserver RISC 4000 - verdens første multiCPU-computer baseret på Mips R4000-processorer. DDE er medsponsor af den danske pavillon på verdensudstillingen, EXPO '92, i Sevilla. DDE Belgien indgår aftale med Vlaamse Uitgeversmaatschappij N.V. (VUM) om levering af det hidtil største Euromax 'prepress' system til produktion af bl.a. aviserne De Standaard og Het Nieuwsblad. Supermax nr. 2000: Stevns Kommune.                                                                             |
| 1993 | Sammen med Sarabhai Electronics Ltd. og IFU stifter DDE det dansk/indiske selskab DDE-ORG Systems. På CeBIT '93 i Hannover sætter Supermax Multiserver RISC 4000 verdensrekord i ydelse for multiCPU-computere. |
| 1994 | Aktiviteterne omkring DDE's nye, avancerede system til store avis- og magasinhuse udskilles i et 100% DDE-ejet datterselskab, Euromax A/S. På Kontor & Data lancerer DDE en ny generation af Supermax: 'Supermax Enterprise Server' - én af verdens bedste databaseservere. |
| 1995 | DDE og Euromax bliver ISO 9001-certificeret - som et af de første danske selskaber med TickiT-udvidelser, der definerer de særlige kvalitets-standarder for edb-virksomheder. |
| 1996 | DDE indgår sammen med blandt andre Sony, NEC, Tandem, Silicon Graphics, Pyramid Technology og Siemens Nixdorf i et fælles selskab: MIPS ABI Group Inc., for udvikling af et fælles UNIX operativsystem "Golden Gate Operation". |
| 1997 | DDE indgår strategisk samarbejdsaftale med SoftBASE og etablerer NCPC-center med Sun Microsystems og Oracle. |
| 1998 | DDE bliver den første danske, certificerede Oracle partner. DDE reorganiseres til en markedsorienteret enhedsorganisation. |
| 1999 | DDE ændrer navn til Ehuset A/S og trækker 25 års kompetence over i et entydigt fokus på e-business. Det liberaliserede elmarked i Danmark etableres, og DDE lancerer PANDA løsningen hertil. |
| 2000 | eHuset fejrer 25-års jubilæum og optages på Københavns Fondsbørs's nye KVX index for vækstvirksomheder. |
| 2001 | eHuset A/S går i betalingsstandsning og CSC Consulting Group dannes idet CSC Danmark A/S overtager de væsentligste aktiviteter i eHuset. |
| 2006 | Sagen mod de tre direktører fra eHuset A/S afsluttes med en betinget dom på tre - seks måneders fængsel til hver af direktørerne. |